# District d'Isoka
Le district d'Isoka est un district de Zambie, situé dans la Province Septentrionale. Sa capitale se situe à Isoka. Selon le recensement zambien de 2000, le district a une population de 99 319 personnes.